# Islas Caimán en los Juegos Olímpicos de Sídney 2000
Las Islas Caimán estuvieron representadas en los Juegos Olímpicos de Sídney 2000 por tres deportistas, un hombre y dos mujeres, que compitieron en dos deportes.
El portador de la bandera en la ceremonia de apertura fue el atleta Kareem Streete-Thompson. El equipo olímpico no obtuvo ninguna medalla en estos Juegos.